# Saprosites mistakensis
Saprosites mistakensis är en skalbaggsart som beskrevs av Zdzisława Stebnicka och Henry Fuller Howden 1996. Saprosites mistakensis ingår i släktet Saprosites och familjen Aphodiidae. Inga underarter finns listade i Catalogue of Life.